# Robert Burbon-Parmeński
Robert Hugo Rajner Aleksy Ludwik Henryk Deodat Eliasz Pius Maria Burbon-Parmeński, wł. Roberto Ugo Ranieri Alexis Luigi Enrico Deodato Elias Pio Maria di Burbone-Parma e Piacenza (ur. 7 sierpnia 1909 w Baden, zm. 25 listopada 1974 w Wiedniu) – głowa rodu Burbonów parmeńskich, pretendent do tronów byłego Królestwa Etrurii i Księstwa Parmy w latach 1959–1974.
Urodził się jako drugi z synów Eliasza (1880–1959), pretendenta do tronów Etrurii i Parmy, oraz jego żony Marii Anny Habsburg-Lotaryńskiej (1882–1940), tytularnej księżniczki cieszyńskiej. Miał siedmioro rodzeństwa, w tym braci: starszego Karola Ludwika (1905–1912) i młodszego Franciszka Alfonsa (1913–1939) oraz siostry: starsze Elżbietę (1904–1983) i Marię Franciszkę (1906–1994), młodsze Joannę Izabelę (1916–1949), Alicję (1917–2017) i Marię Krystynę (2025–2009).
Wraz ze śmiercią starszego brata, 26 września 1912 otrzymał od ojca tytuł księcia Piacenzy, przysługujący zwykle dziedzicznemu księciu Parmy. Pretensje do tronów byłych Etrurii i Parmy odziedziczył po zmarłym ojcu 27 lipca 1959. Zmarł bezżennie i bezdzietnie, a posiadane tytuły odziedziczył po nim stryj Ksawery (1889–1977).

## Odznaczenia
- Wielki Mistrz Orderu Konstantyńskiego (27 lipca 1959)
- Wielki Mistrz Orderu św. Ludwika (27 lipca 1959)
- Wielki Mistrz Orderu św. Jerzego (27 lipca 1959)
- Kawaler Orderu Złotego Runa (1964)
- Medal Zasługi dla Księstwa i Państwa,
- Medal Zasługi dla Służby Publicznej.

## Przodkowie
| Prapradziadkowie                    | kr. Etrurii Karol II (1799–1883) ∞1820 Maria Teresa Sabaudzka (1803–1879)              | Karol Ferdynand d'Artois (1778–1820) ∞1816 Karolina Burbon-Sycylijska (1798–1870)      | kr. Obojga Sycylii Franciszek I (1771–1830) ∞1802 Maria Izabela Burbon (1789–1848)             | Karol Ludwik Habsburg-Lotaryński (1771–1847) ∞1815 Henrietta z Nassau-Weilburga (1797–1829)    | Karol Ludwik Habsburg-Lotaryński (1771–1847) ∞1815 Henrietta z Nassau-Weilburg (1797–1829)                | Józef Antoni Habsburg-Lotaryński (1776–1847) ∞1819 Maria Dorota Wirtemberska (1797–1855)                  | Alfred von Croÿ (1789–1861) ∞1819 Eleonore von Salm-Salm (1794–1871)                 | Eugène de Ligne (1804–1880) ∞1788 Nathalie de Trazegnies (1811–1835)                 |
| Pradziadkowie                       | ks. Parmy i Piacenzy Karol III (1823–1854) ∞1845 Ludwika d'Artois (1819–1864)          | ks. Parmy i Piacenzy Karol III (1823–1854) ∞1845 Ludwika d'Artois (1819–1864)          | kr. Obojga Sycylii Ferdynand II (1810–1859) ∞1837 Maria Teresa Habsburg-Lotaryńska (1816–1867) | kr. Obojga Sycylii Ferdynand II (1810–1859) ∞1837 Maria Teresa Habsburg-Lotaryńska (1816–1867) | Karol Ferdynand Habsburg-Lotaryński (1818–1874) ∞1854 Elżbieta Franciszka Habsburg-Lotaryńska (1831–1903) | Karol Ferdynand Habsburg-Lotaryński (1818–1874) ∞1854 Elżbieta Franciszka Habsburg-Lotaryńska (1831–1903) | Rudolf von Croÿ (1823–1902) ∞1853 Nathalie de Ligne (1835–1863)                      | Rudolf von Croÿ (1823–1902) ∞1853 Nathalie de Ligne (1835–1863)                      |
| Dziadkowie                          | ks. Parmy i Piacenzy, Robert (1848–1907) ∞1869 Maria Pia Burbon-Sycylijska (1849–1882) | ks. Parmy i Piacenzy, Robert (1848–1907) ∞1869 Maria Pia Burbon-Sycylijska (1849–1882) | ks. Parmy i Piacenzy, Robert (1848–1907) ∞1869 Maria Pia Burbon-Sycylijska (1849–1882)         | ks. Parmy i Piacenzy, Robert (1848–1907) ∞1869 Maria Pia Burbon-Sycylijska (1849–1882)         | Fryderyk Habsburg-Lotaryński (1856–1936) ∞1878 Izabela von Croÿ (1859–1931)                               | Fryderyk Habsburg-Lotaryński (1856–1936) ∞1878 Izabela von Croÿ (1859–1931)                               | Fryderyk Habsburg-Lotaryński (1856–1936) ∞1878 Izabela von Croÿ (1859–1931)          | Fryderyk Habsburg-Lotaryński (1856–1936) ∞1878 Izabela von Croÿ (1859–1931)          |
| Rodzice                             | Eliasz Burbon-Parmeński (1880–1959) ∞1903 Maria Anna Habsburg-Lotaryńska (1882–1940)   | Eliasz Burbon-Parmeński (1880–1959) ∞1903 Maria Anna Habsburg-Lotaryńska (1882–1940)   | Eliasz Burbon-Parmeński (1880–1959) ∞1903 Maria Anna Habsburg-Lotaryńska (1882–1940)           | Eliasz Burbon-Parmeński (1880–1959) ∞1903 Maria Anna Habsburg-Lotaryńska (1882–1940)           | Eliasz Burbon-Parmeński (1880–1959) ∞1903 Maria Anna Habsburg-Lotaryńska (1882–1940)                      | Eliasz Burbon-Parmeński (1880–1959) ∞1903 Maria Anna Habsburg-Lotaryńska (1882–1940)                      | Eliasz Burbon-Parmeński (1880–1959) ∞1903 Maria Anna Habsburg-Lotaryńska (1882–1940) | Eliasz Burbon-Parmeński (1880–1959) ∞1903 Maria Anna Habsburg-Lotaryńska (1882–1940) |
| Robert Burbon-Parmeński (1909–1974) |                                                                                        |                                                                                        |                                                                                                |                                                                                                | | |                                                                                      |                                                                                      |